# Heinrich Knote

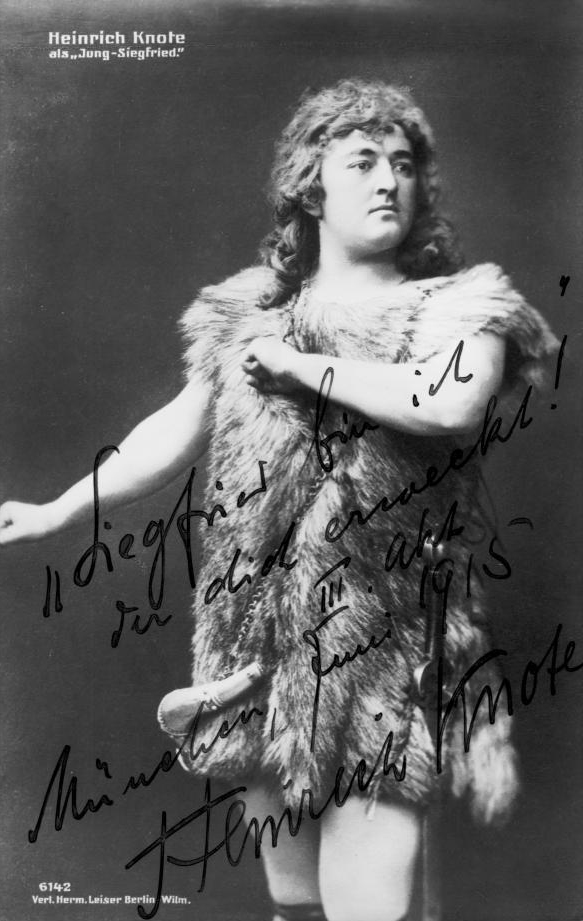
Heinrich Knote als Siegfried

Heinrich Knote (* 26. November 1870 in München; † 12. Januar 1953 in Garmisch-Partenkirchen, Deutschland) war ein deutscher Opernsänger (Tenor). Er war zudem königlich-bayerischer Kammersänger und Richard-Wagner-Heldentenor.

## Leben
Da Heinrich Knote als Student an der Königlichen Akademie der Tonkunst abgelehnt worden war, wurde er von dem Münchener Chasan Emanuel Kirschner ab 1891 als Privatschüler ausgebildet. Knote gab sein Debüt als Sänger 1892 in München, woraufhin er sich schon bald zum Wagnertenor entwickelte. Von 1904 bis 1908 gab er Gastspiele in London und war außerdem Mitglied an der Metropolitan Opera in New York. Zu dieser Zeit galt er als großer Rivale von Enrico Caruso.
Seine Karriere beendete Heinrich Knote 1931 in München. Knote wird heute noch als einer der besten deutschen Heldentenöre angesehen, insbesondere in Bezug auf seine Paraderollen als Siegfried und als Tannhäuser. In der Bayerischen Staatsoper in München hängt ihm zu Ehren ein Porträt.
Knote war in zweiter Ehe mit der Sängerin Katharina Feilner (1881–1968) verheiratet, einer Tochter des Fotografen Jean Baptiste Feilner. Knote ruht auf dem Friedhof in Feldafing. In München-Solln wurde 1945 die Knotestraße nach ihm benannt. In Pöcking ist die Heinrich-Knote-Straße nach ihm benannt.
Seine Stimme ist erhalten auf Schallplatten der Marken G&T (München 1906/1907), Gramophone (München 1908/1909, Berlin 1909, Wien 1910) und Anker (Berlin 1913), sowie auf unveröffentlichten Edison-Platten (USA ca. 1913) und bei Odeon (Berlin 1929–1930), außerdem auf Edison-Walzen (USA 1906 und 1912).

## Literatur

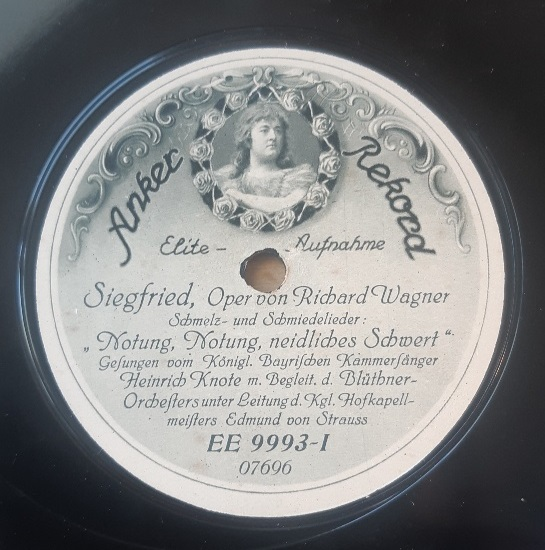
Schallplatte mit dem Portrait Knotes